# Ceratozamia brevifrons
Ceratozamia brevifrons Miq., 1847 è una pianta appartenente alla famiglia delle Zamiaceae, endemica del Messico.

## Distribuzione e habitat
L'areale di questa specie è ristretto allo stato di Veracruz (Messico).